# Tengu
Tengu (天狗) är en demonliknande varelse i japansk mytologi. Den kallas också gehō-sama (外法様) i vanligt tal.

## Tengus ursprung

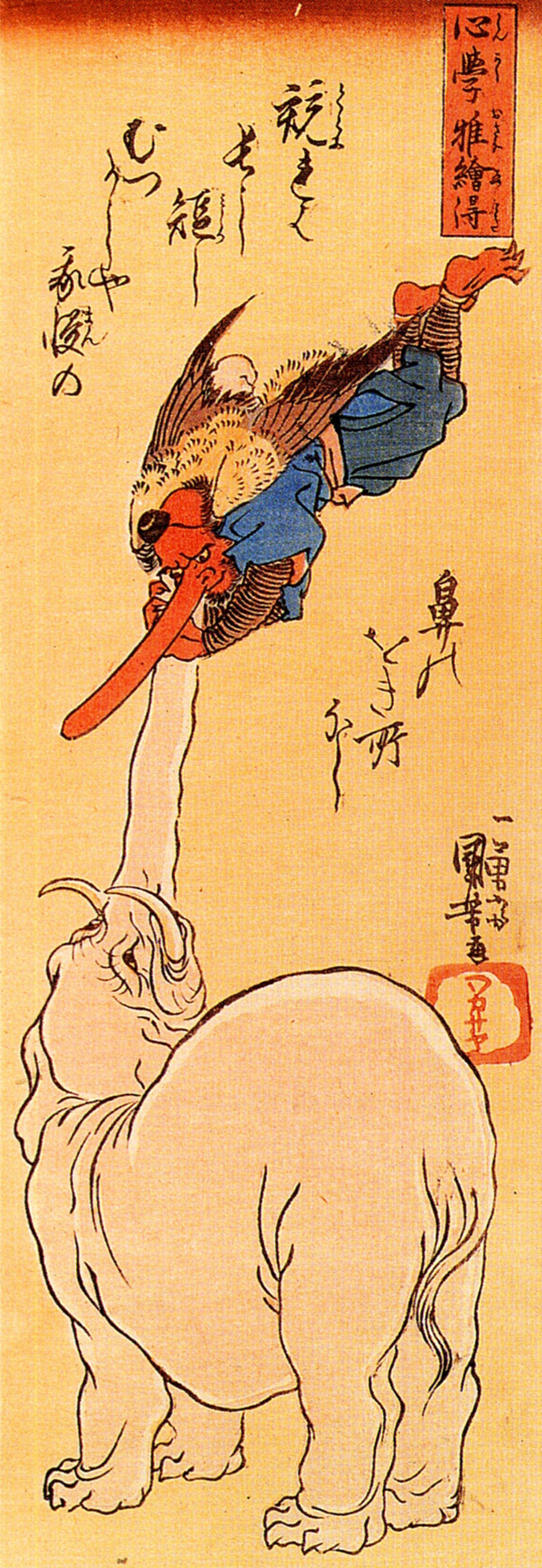
En elefant fångar en flygande tengu. Bild av Kuniyoshi.

Ursprungligen var tengun ett väsen i kinesiska folksägner. I sektionen Shōgasan i det tredje kapitlet av De västra bergens krönika i den esoteriska kinesiska krönikan Shanhaijing (山海経, ung. ”bergen och havens krönika”, på japanska Sankaikyō) liknas tengun vid en himmelsräv och vid en grävling, anspelande på en meteor eller komets svans.
”Det finns ett vilddjur. Dess skepnad är såsom grävlingens (anses hänvisa till lodjuret), dess huvud är vitt, dess namn är 天狗 (”tian gou”). Dess läte är ”ryuuryuu” (innebörd okänd). Den skyddar mot otur.”
Ordet ”tengu” påträffas för första gången i Japan i Nihonshoki, i vilken ett föremål som avgivande ett märkligt ljud år 634 kom flygande genom himlen (liknande en meteor som faller till jorden) omnämnes med orden ”Det är ej en meteor, detta är himmelsräven, tengu”.
Under Heianperioden avsåg ordet tengu himmelsrävar som beskrivna i Shanhaijing, och hänvisade även till kometer eller meteorer. Den idag i Japan allmänt spridda föreställningen om tengu som en varelse med lång näsa, rött ansikte, bärande en solfjäder av löv och klädd som en krigarmunk (s.k. yamabushi) med getasandaler som flyger runt i himlen är en bild som uppstått efter medeltiden (och kallas hädanefter för ”långnäst tengu” för att skilja den från andra tengu). Dess koppling till den ursprungliga tengun är svag. Snarare torde denna långnästa tengus ursprungliga form vara de demoner som återfinnes i Konjaku Monogatarishū (en samling av över tusen berättelser skrivna under sen Heian) och som sägs färdas genom luften och besätta människor, eller de i buddhismen omnämnda ”himmelsdemonerna” med en ”tian gous” ansikte, människas kropp, och vingar. Denna långnästa tengus ursprungliga form är möjligtvis något som utvecklats efter Ashikagaperioden, och uppdykandet av Kurama-tengu som bor i Kurama-dera (Ett kloster på ett berömt berg norr om Kyoto) i den under Ashikaga färdigställda berättelsen Tengu no Dairi (Tengupalatset) anses vara ett av dess tidigaste sådana.
I Heike monogatari står det skrivet att ”Det är ej en människa, ej heller en fågel, ej heller en hund, dess lemmar är en människas, dess huvud är en hunds, den är vingprydd, den pilar kors och tvärs”, och under Kamakura-ålderns inträde förmedlade den pråliga Tendaisektens munkar, som ett mål för att bevisa buddhismens transcendens, i böckerna som inleds av bildrullen Zegaibōemaki, en historia om tengu som utmanar dem och blir skoningslöst besegrade.
I Hayashi Razans Tankar vid en helgedom och Om tengu, samt i Hirata Atsutanes Tankar om väsen förr och nu presenteras de i Taiheiki (en klassisk japansk krönika) uppdykande andarna av Kejsar Sutoku, som förvandlade sig till en gyllene glada, den gud som dväljes i Shiramine-helgedomen i mitten av Kyoto, Kejsar Gotoba som blev till en vandrande buddhistmunk med långa vingar, samt Kejsar Go-Daigo, som färdas i en drakvagn, som tengu.
Tengu är förkroppsligandet av högmod, och längden på deras näsor symboliserar detta. De är demoner som fallit från den rätta läran. Under medeltiden fanns förutom de sex dödsrikena även ”Tengudō”, tenguriket, ett evigt fängelse till vilket det ansågs att de som eftersom de studerat buddhism inte störtades ner i helvetet, men då de bedrivit svartkonst inte heller kunde färdas till paradiset, åkte.

## Varianter av tengu
En variant av tengu är de syndiga människor som begått onda handlingar i världen, och som efter att de mottagit sin karmiska dom åter söker en mänsklig kropp. Denna varelse kallas ”hajun” (波旬 sanskrit; pāpīyas) En annan är ”maen” (魔縁), som samlas, förenade av stolthet och högmod. Dessa traditioner har även i förändrad form spritt sig till olika landsdelar, och bland de legender om ”himmelsgudar”, som bär vita särkar liknande yamabushis och som efter eget behag flyger runt i himlen, som förmedlats till Kishuu, finns en enligt vilken tengu varje år under de fjortonde till sextonde dagarna efter nyåret dyker upp för att slita bort prickar av eld, som i den södra delen av Iwate prefektur kallas ”suneka” och i den norra delen ”nagomi” eller ”nagomitakuri”, som då dyker upp på lata personers vrister. Ingen har sett hur de ser ut, men de ”anmo” som natten den 10 maj, i månens sken, kommer flygande från Stilla havet är också av denna sort. På benen hos lata barn som bara sitter vid spiselhällen finns det bruna flammor, och det sägs att de kommer för att slita av dessa. De hjälper svaga barn, och det sägs att barn som är sängliggande på grund av sjukdom blir friska om de offrar godis till dem.
I Shokokusatobitodan (”Berättelse om byfolk i alla provinser”) förmedlas en berättelse om en näbbprydd ”konoha tengu” i Ooigawa i Shizuoka prefektur, som med ett annat namn kallades ”sakaidori” (”gränsfågel”), hade ett ansikte liknande en människas med ögon där fram, en vingspann på 180 cm, och en skepnad och storlek liknande en människas. Det står skrivet att den sent på nätterna brukade flyga över floden och fånga fisk. Berömd är även ”kråktengun”, som tydligt bevarar skepnaden hos en tengu av fågeltyp med näbb och vingar. Även bland annat den berömda ”zegai tengu” är av denna sort, och dess skepnad finns bevarad i många bildrullar.
Daitengu (”stortengu”) berömda nog att bli föremål för religiös tro hade personnamn.
De som är kända är förutom Tarōbō från berget Atagoyama, Sōjōbō från berget Kurama och Jirōbō från berget Hira Hōseibō från berget Hiei, Buzenbō från berget Hiko, Tarōbō från berget Fuji, Sōmobō från berget Shiramineyama, och Kiichihōgen från berget Kurama.
I Takashima i Shiga prefektur fanns en tengu vid namn Guhinsan, som flög omkring och besökte fester, sägs det. Enligt en berättelse åkte han för att tända eld på Ōmizo i staden Takashima, men då det inte fanns några sprickor att tända eld misslyckades han.
Även på Amami-Ōshima (en av Ryukyuöarna) finns det kännedom om ”tengo nu gami” som bodde i bergen. Det sägs att han var ledare för snickarna, men eftersom han för att få en fru byggde ett hus på nittiotvå kvadratmeters storlek på en dag blåste man liv i en docka av halm, och använde den för att skicka tvåtusen människor till bergen och tvåtusen människor tillbaka till havet.
I Ishizuchiyama i Ehime prefektur försvann en pojke på sex år i bergen, och man sökte på olika ställen utan att finna honom. När man motvilligt vände hem fann man att barnet redan hade kommit tillbaka. När man frågade honom om vad som hänt sade pojken att medan han stått och kissat bakom en liten helgedom på toppen av berget, hade en stor kolsvart man kommit fram och varnat honom, sägande ”Jag ska skicka hem dig, så blunda och kom hit”.
När han återfick sansen fann han sig stående på bakgården i sitt hem, förtäljer berättelsen.

## Tengun som bergsgud

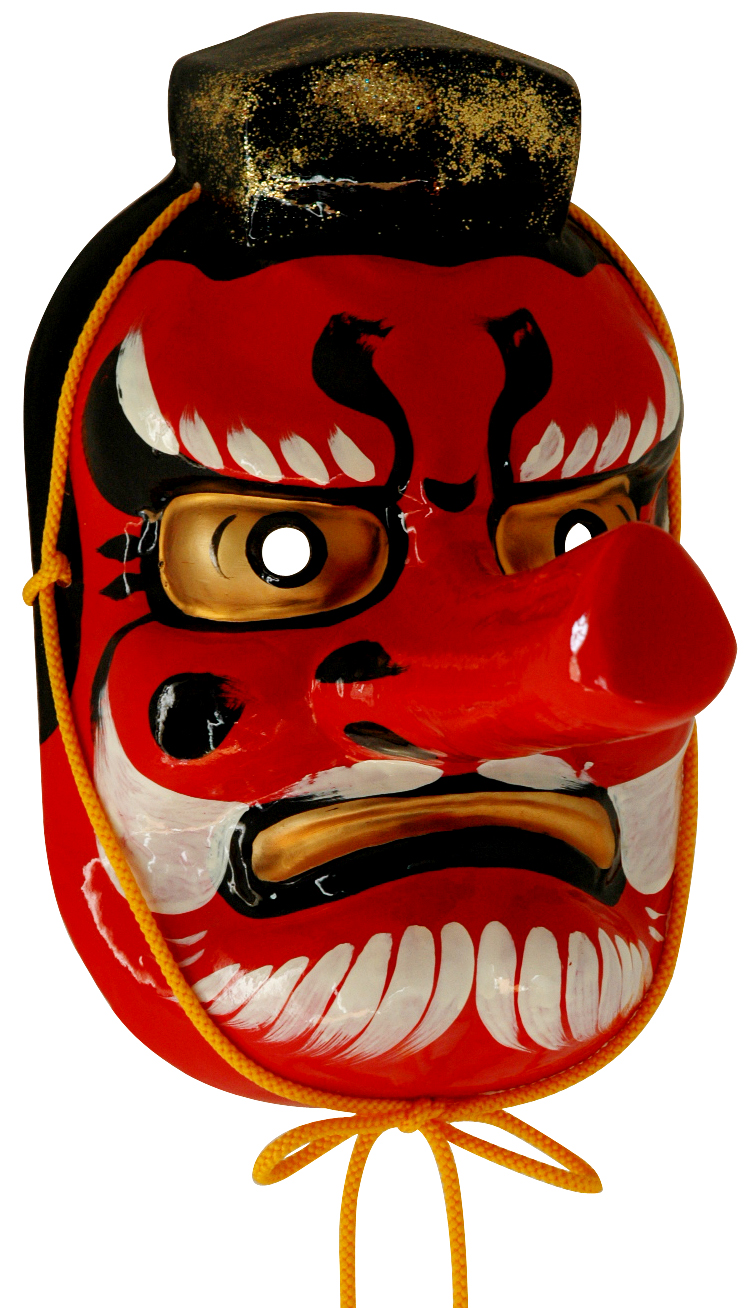
Yamabushi Tengu

Tengu avbildades ofta som glittrande fåglar, och kallades även för irrbloss eller ”maen” (demoner som villar bort pilgrimer). Det är därför som Kejsar Sutoku, som efter sin död blev ett hämndsökande spöke, i sin form som tengukung avbildas som en gyllene örn.
Kopplingen med bergsgudar är även djupa, och det anses att det på alla heliga berg utan tvivel finns tengu (därför sägs de ta skepnaden av yamabushi, asketiska krigarmunkar som lever i bergen). Det finns många områden där bergsgudar i praktiken likställs med tengu. I de nordligaste distrikten i Yamagataprefekturen är än idag de tengu som förekommer i folktron gamla män med vitt hår. Den runt yamabushi centrerade tron på tengu förenade den folkliga buddhismen med en sedan gamla tider bevarad tro på hemligheter dolda bland bergens toppar, och de ymmigt förekommande legenderna om tengu visar hur djup tron på dessa bergstoppar var.
I Yamagata och även på andra platser, vördas de drygt trettio kvadratmeter stora fläckar av mossa och sand, som under sommaren dyker upp i bergens snårskog som ”tengus sumoringar”, och i bergsbyar i Kanagawaprefekturen anses de incidenter då bland annat stora träd med ett märkligt ljud fälls mitt på natten (tengutaoshi, ung. ”tengu-fällning”) och små hyddor skakas trots att ingen vind blåser, vara ofog bedrivet av tengu som lever i bergen. Det finns även föreställningar om att detta upphör om man tre gånger avfyrar ett gevär.
I Tonedistriktet i Gunma prefektur (nära Tokyo) kallas de skrattande röster som hörs komma från ingenstans, och som om man låtsas som inget skrattar än högre, men om man själv då skrattar tillbaka skrattar mer än någonsin för ”tenguwarai” (tenguskratt).
Följande sägen berättas också där; 
När man kommer gående längs med en bergsväg börjar vinden plötsligt blåsa, och det mullrar i berget. Stora stenar kommer flygande. Dessa kallas ”tengutsubute” (tengu-kaststen).
Där finns även sägner om tengu-risfält (som anses vara tengus gångstigar), stenar där tengu slipar sina klor, tenguberg, tengudalar, och andra platser som bebos av tengu, det vill säga ”tenguterritorier”, ”tengus boningar”. I affärsdistriktet Owari i Kanazawa beskådades år 1755 ”tengutsubute”, sägs det.
Sägner om tengutallar (eller ceder) i vilka tengu som likt fåglar flyger fritt i luften sägs bo, finns i speciellt många delar av Japan, och är ett gott exempel på korrelationen mellan tron på krigarmunkar i bergstopparna och tengu. Man trodde att träden var gudomliga andars hemvist, och eftersom tengu även troddes vara bergsgudar anses det idag att man därför trodde att tengu bodde i träd. Runtomkring träd som dessa sägs det att man kunde höra surrandet av tengus vingar och vindens ylande. Man trodde att vindens ylande var tengus röster.
I Hoi i Aichi prefektur finns det i stammen på en stor tall en stor lya som sägs vara ett tengunäste, och det sägs att det även finns folk som verkligen har sett tengu. Från Kodama i Saitama prefektur finns det en historia om en man som när han skulle hugga ner en tengutall föll från en gren och skadade sig svårt. Han hade blivit nedsparkad av tengun.
Bland de träd som kallas tenguträd är stora träd med vida grenar, träd där två grenar förenar sig och formar en öppning liknande ett fönster, träd där grenarna formar knutar, och andra träd med märkliga och iögonfallande former vanliga.